# Парламентські вибори в Естонії 2019
Парламентські вибори були проведені в Естонії 3 березня 2019 року. Партія реформ залишилася партією більшості, добавивши 4 місця при загальній кількості 34, і  Консервативна народна партія мала найбільший приріст, збільшивши кількість місць на 12 до 19 місць.
У політичному ході, який викликав протест у суспільстві, Юрі Ратас Центристської партії відхилив пропозицію Каї Каллас переможної Партії реформ створити спільну коаліцію, і замість того сформував коаліцію між Центристською партією, Консервативною народною партією та партією Вітчизна. Це стало другим кабінетом Юрі Ратаса.

## Виборча система
101 член Рійгікогу обирається за пропорційною виборчою системою у дванадцяти багатомандатних округах. Місця виділяються за допомогою модифікованого метода д'Ондта. Сторони повинні пройти загальнонаціональний поріг у розмірі 5 %, щоб отримати місце. Якщо кількість голосів, поданих за окремого кандидата, перевищує або дорівнює простої квоти в їхньому окрузі (отриманого шляхом ділення кількості дійсних голосів, поданих у виборчому окрузі на кількість місць у окрузі), вони вважаються обраними. Решта місць розподіляються на основі частки голосів кожної партії та кількості голосів, отриманих окремими кандидатами. Будь-які місця, не виділені на рівні виборчого округу, заповнюються за допомогою закритого списку, представленого кожною із сторін на національному рівні.

## Результати
|                                                                  |                              |         |      |       |      |
| Партія                                                           | Партія                       | Голоси  | %    | Місця | ±    |
|                                                                  | Партія реформ Естонії        | 162 364 | 28,9 | 34    | +4   |
|                                                                  | Центристська партія          | 129 617 | 23,1 | 26    | −1   |
|                                                                  | Консервативна народна партія | 99 672  | 17,8 | 19    | +12  |
|                                                                  | Вітчизна                     | 64 219  | 11,4 | 12    | −2   |
|                                                                  | Соціал-демократична партія   | 55 168  | 9,8  | 10    | −5   |
|                                                                  |                              |         |      |       |      |
|                                                                  | Естонія 200                  | 24 447  | 4,4  | 0     | Нова |
|                                                                  | Зелені                       | 10 226  | 1,8  | 0     | 0    |
|                                                                  | Багатство життя              | 6 858   | 1,2  | 0     | Нова |
|                                                                  | Вільна партія                | 6 460   | 1,2  | 0     | −8   |
|                                                                  | Об'єднана ліва партія        | 510     | 0,1  | 0     | 0    |
|                                                                  | Незалежні                    | 1 590   | 0,3  | 0     | 0    |
| Недійсні голоси                                                  | Недійсні голоси              | 3,897   | –    | –     | –    |
| Усього                                                           | Усього                       | 565 028 | 100  | 101   | 0    |
| Зареєстровані виборці/явка                                       | Зареєстровані виборці/явка   | 887 419 | 63,7 | –     | –    |
| Джерело: Valimised [Архівовано 2 травня 2019 у Wayback Machine.] |                              |         |      |       |      |

| Розподіл голосів | Розподіл голосів | Розподіл голосів | Розподіл голосів | Розподіл голосів |
| ---------------- | ---------------- | ---------------- | ---------------- | ---------------- |
|                  |                  |                  |                  |                  |
| ПРЕ              | ПРЕ              |                  | 28.9%            | 28.9%            |
| ЦП               | ЦП               |                  | 23.1%            | 23.1%            |
| КНПЕ             | КНПЕ             |                  | 17.8%            | 17.8%            |
| Вітчизна         | Вітчизна         |                  | 11.4%            | 11.4%            |
| СДП              | СДП              |                  | 9.8%             | 9.8%             |
| Other            | Other            |                  | 1.8%             | 1.8%             |

| Розподіл місць | Розподіл місць | Розподіл місць | Розподіл місць | Розподіл місць |
| -------------- | -------------- | -------------- | -------------- | -------------- |
|                |                |                |                |                |
| ПРЕ            | ПРЕ            |                | 33.7%          | 33.7%          |
| ЦП             | ЦП             |                | 25.7%          | 25.7%          |
| КНПЕ           | КНПЕ           |                | 18.8%          | 18.8%          |
| Вітчизна       | Вітчизна       |                | 11.9%          | 11.9%          |
| СДП            | СДП            |                | 9.9%           | 9.9%           |